# Megaguirus
Megaguirus (japonés: メガギラス, Megagirasu) es un kaiju con forma de una libélula gigante, una versión mutada de la especie Meganulon, considerada su reina. Según los datos de Toho, tiene 50 metros de longitud, 80 metros de envergadura y 12.000 toneladas de peso. El kaiju fue presentado por primera vez en 2000 en la película Godzilla tai Megaguirus: G Shōmetsu Sakusen, posteriormente hizo un cameo en 2004 en la película Godzilla: Final Wars.

## Etimología
Su nombre proviene de la palabra 'Meganeura', una especie de libélulas extinta desde hace unos 300 millones de años.

## Historia
A pesar de que la especie Meganulon, el origen de Megaguirus, apareció por primera vez en 1956 en la película Rodan, este monstruo no apareció hasta el año 2000. Fue presentado por primera vez en Godzilla tai Megaguirus: G Shōmetsu Sakusen; después de un enjambre del Meganulon este absorbió la energía de Godzilla y huyó volando hacia una sección inundada de Tokio Después de bucear en las aguas de la inundada capital nipona, el enjambre entero le hizo mutar al Meganulon naciendo así su versión mutada: el Megaguirus. Este mutante, considerado como reina, una vez habiendo obtenido suficiente energía empieza a mudarse la piel. Después de salir de su exoesqueleto, el Megaguirus voló hacia el cielo.
En cuanto emergió del agua empezó inmediatamente destruir los edificios de Tokio con sus olas sónicas creadas gracias a sus enormes alas. El ejército japonés, ya desplegado por la ciudad para ayudar a los civiles a evacuar la zona, era incapaz de parar al Megaguirus. Además de ser prácticamente inmune a las balas, sus alas emitían un zumbido penetrante, el cual provocaba un dolor insoportable de oído, obligando a todos a taparse los oídos para no sufrir por el ruido. Antes de abandonar la ciudad, el kaiju niveló un rascacielos y causó una reacción de cadena de las explosiones en varios otros edificios cercanos de la zona donde nació. Días más tarde, el Megaguirus regresó a Tokio para perseguir al Godzilla.
Poco antes de la segunda llegada de Megaguirus a la ciudad, los G-Graspers, una unidad especial contra el Godzilla de las Fuerzas de Autodefensa de Japón, intentaba al mismo "de una vez por todas". A pesar de sus esfuerzos, Megaguirus empieza a pelear contra el Godzilla. Al principio, el Megaguirus toma al Godzilla por sorpresa, utilizando su velocidad para evitar los ataques del Godzilla, incluyendo su aliento atómico. Finalmente, Megaguirus coge al Godzilla por el cuello con sus garras. Godzilla logra librarse de las garras del Megaguirus y empieza a inhalar el aire para soltar luego su aliento atómico, no obstante el Megaguirus es más rápido y pincha al Godzilla con su aguijón y empieza a absorber la energía, aumentando su poder e impidiendo al Godzilla utilizar el suyo.
Megaguirus utiliza la energía obtenida para coger al Godzilla, llevarlo hacia arriba y luego soltar desde una gran altura hacia un edificio. Cuando Godzilla se recupera de su caída recibe otro aguijonazo de parte de Megaguirus, pero esta vez logra agarra la cola de Megaguirus y golpearlo contra la tierra. Poco después, Megaguirus utiliza la energía absorbida para lanzar un ataque atómico contra Godzilla y consigue arrebatarlo. Va hacia él con tal de matarlo finalmente, pero nada más hace el primer paso, Godzilla se levanta y le arranca el aguijón con una mordedura. Para asegurar la victoria, Godzilla muerde otra vez a Megaguirus y hace explotar una bola de fuego contra él.

### Habilidades y poderes
Igual que casi todos los monstruos de las películas de Godzilla ha sido expuesto a materiales radiactivos, lo que provocó un aumento significante de su fuerza, velocidad y tamaño. Megaguirus es capaz de volar con una velocidad de hasta 4 mach. Es capaz de solapar sus alas de libélula a velocidades supersónicas, creando una ola capaz de destruir edificios enteros. Su cola le sirve como un aguijón,  pincha a su enemigo y se engancha a él. Cuando está enganchado al enemigo con su aguijón, es capaz de absorber su energía y puede lanzar contra el enemigo una explosión de energía compuesta del arma del enemigo, como por ejemplo el aliento atómico de Godzilla. Cuando vuela sus alas causan alborotos electrónicos.

## Apariciones

### Películas
- Godzilla tai Megaguirus: G Shōmetsu Sakusen (2000; primera aparición)
- Godzilla: Final Wars (2004; cameo)

### Videojuegos
- Godzilla: Save the Earth (2004; Xbox, PS2)
- Godzilla: Unleashed (2007; Wii, PS2)
- Godzilla Unleashed: Double Smash (2007; NDS)
- Godzilla: Daikaiju Battle Royale (2012, juego en línea)

### Literatura
- Godzilla: Rulers of Earth (2013-2014; cómic)
- Godzilla: Cataclysm (serie de cómics)